# Сальтвик
Сальтвик — община в Финляндии, на Аландских островах. Площадь составляет 1611,8 км², из которых 1011,1 км² занято водой.

## История
Община имеет богатую историю. Аланды поднялись над водой несколько тысяч лет назад, и острова Сальтвика были одними из первых. В эпоху викингов Сальтвик был важным торговым центром (особенно сильно торговали солью), а также была тюрьма, которая существует и ныне. Первое упоминание о Сальтвике датируется 1322 годом. До наших дней сохранилось множество памятников культуры, один из которых — Церковь Святой Марии, построенная в конце XIII века. Она расположена на острове Кварнбоникен, что в восточной части общины. Церковь в разные годы несколько раз реконструировалась и расширялась. Церковь находится рядом с захоронениями времён Железного века.

## География
Почти вся территория общины находится на острове Аланд. На этом же острове расположен и административный центр. Другие острова, входящие в состав общины: Боксё, Соммарёй, Флато и Рюссё. Холм Оррдальсклинт (129 м над уровнем моря) — высшая точка острова Аланд, расположен на территории общины. В северной части общины, на острове Аланд, есть небольшие озёра, а также фьорды. Присутствует и скалистая местность, богатая мхом и лишайниками. На севере расположены леса, а в южной части равнины.

## Экономика
Около 50 % населения работает в сфере услуг, 15 % заняты в области транспорта, 14 % в промышленности, 10 % в строительстве и 7 % в сельском хозяйстве. Здесь расположены офис и завод компании Orkla, которая начала свою деятельность в Сальтвике в 1969 году.

## Галерея

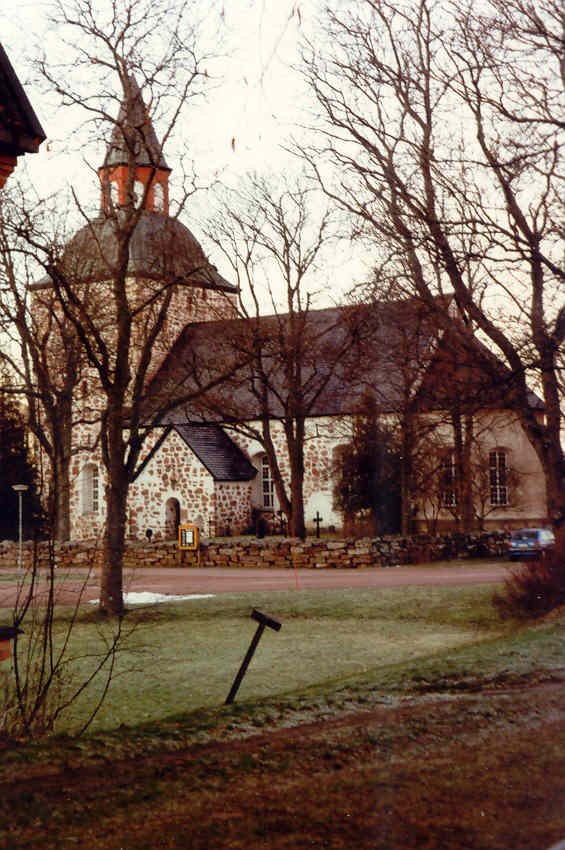
Церковь
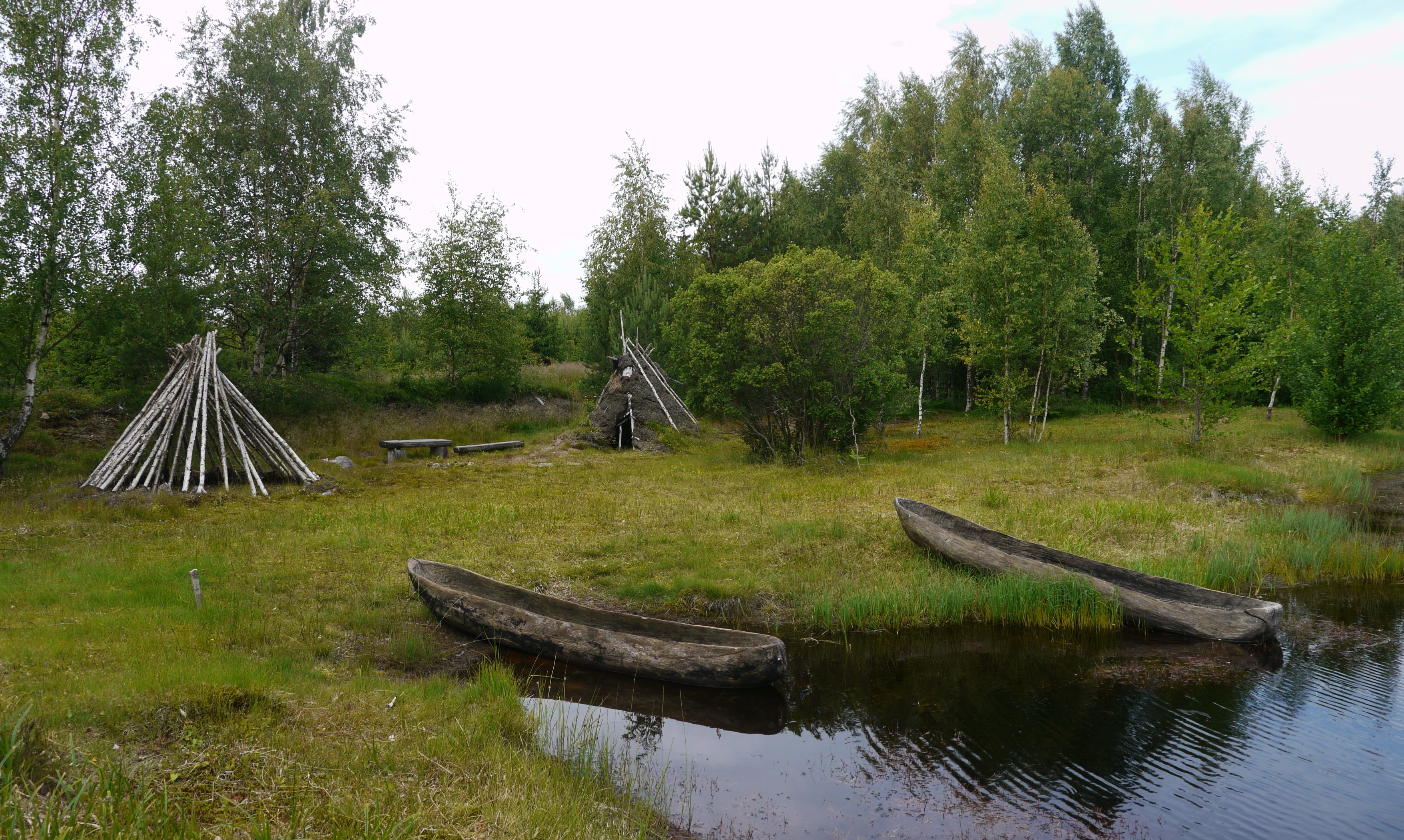
Реконструкция хижины и каноэ времён Каменного века
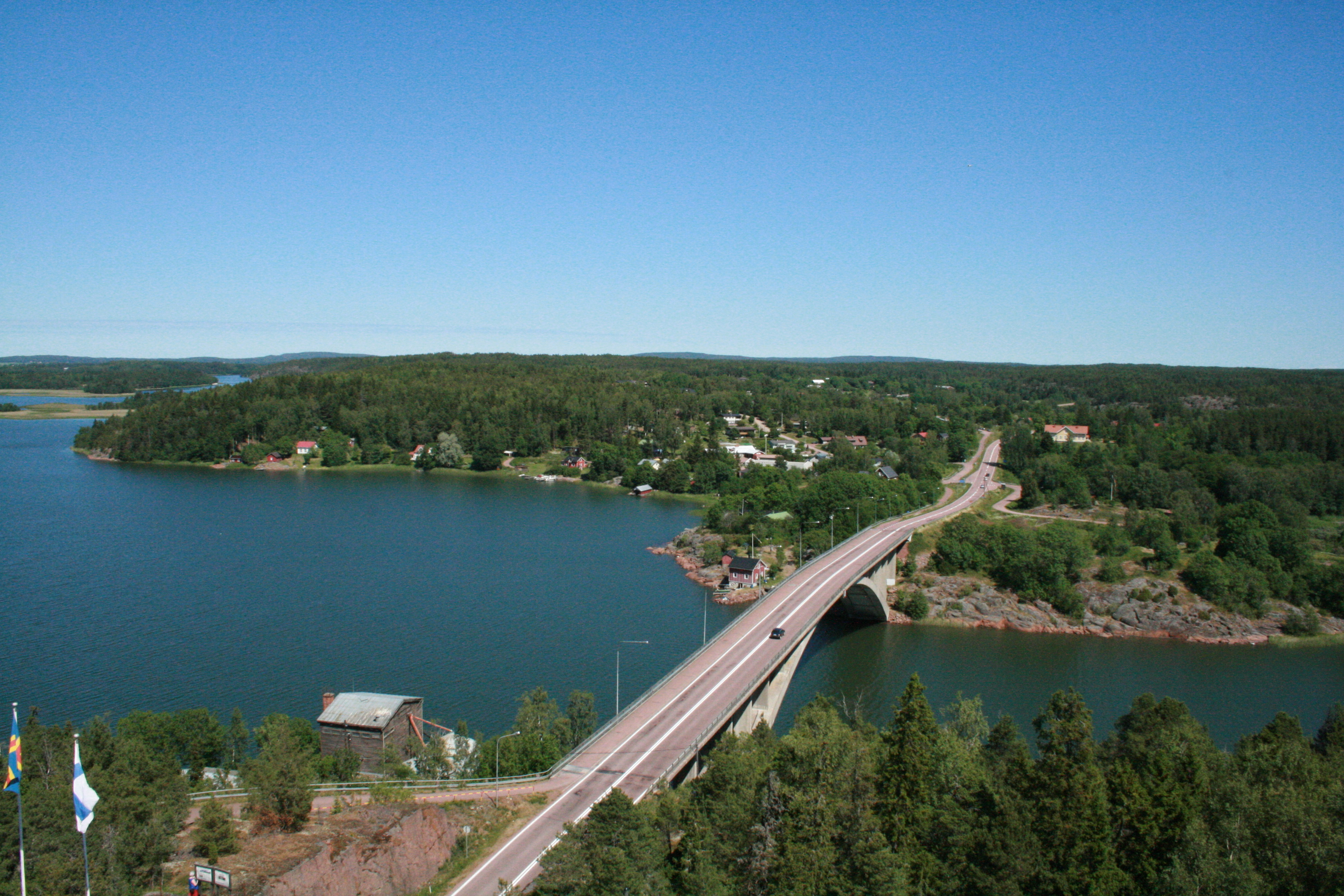
Вид со смотровой площадки Haraldsby